# Siende landsfiskalsdistrikt
Siende landsfiskalsdistrikt var 1918–1964 ett landsfiskalsdistrikt i Västmanlands län, bildat som Västerås landsfiskalsdistrikt när Sveriges indelning i landsfiskalsdistrikt trädde i kraft den 1 januari 1918, enligt beslut den 7 september 1917. Den 1 januari 1952 ändrades distriktets namn till Siende landsfiskalsdistrikt. Den 1 januari 1965 avskaffades i Sverige samtliga landsfiskaler och landsfiskalsdistrikt, och deras arbetsuppgifter delades upp på de nyskapade indelningarna polisdistrikt, åklagardistrikt och kronofogdedistrikt.
Landsfiskalsdistriktet låg under länsstyrelsen i Västmanlands län.

## Ingående områden
När Sveriges nya indelning i landsfiskalsdistrikt trädde i kraft den 1 oktober 1941 (enligt kungörelsen den 28 juni 1941) tillfördes hela Tuhundra härad, bestående av kommunerna Dingtuna och Västerås-Barkarö som tidigare låg i Kolbäcks landsfiskalsdistrikt, samt Lillhärad som tidigare låg i Ramnäs landsfiskalsdistrikt. Dessutom tillfördes kommunerna Romfartuna och Skerike från det upplösta Skultuna landsfiskalsdistrikt. Den 1 januari 1946 (enligt beslut den 23 mars 1945) inkorporerades Badelunda landskommun i Västerås stad; samtidigt tillfördes Skultuna landskommun (enligt beslut den 21 december 1945) från Ramnäs landsfiskalsdistrikt. När Sveriges nya indelning i landsfiskalsdistrikt trädde i kraft den 1 januari 1952 (enligt kungörelsen 1 juni 1951) ändrades distriktets namn och omfattning.

### Från 1918
Siende härad:
- Badelunda landskommun
- Hubbo landskommun
- Irsta landskommun
- Kungsåra landskommun
- Kärrbo landskommun
- Tillberga landskommun

Yttertjurbo härad:
- Björksta landskommun
- Sevalla landskommun
- Tortuna landskommun
- Ängsö landskommun

### Från 1 oktober 1941
Norrbo härad:
- Romfartuna landskommun
- Skerike landskommun

Siende härad:
- Badelunda landskommun
- Hubbo landskommun
- Irsta landskommun
- Kungsåra landskommun
- Kärrbo landskommun
- Tillberga landskommun

Tuhundra härad:
- Dingtuna landskommun
- Lillhärads landskommun
- Västerås-Barkarö landskommun

Yttertjurbo härad:
- Björksta landskommun
- Sevalla landskommun
- Tortuna landskommun
- Ängsö landskommun

### Från 1946
Norrbo härad:
- Romfartuna landskommun
- Skerike landskommun
- Skultuna landskommun

Siende härad:
- Hubbo landskommun
- Irsta landskommun
- Kungsåra landskommun
- Kärrbo landskommun
- Tillberga landskommun

Tuhundra härad:
- Dingtuna landskommun
- Lillhärads landskommun
- Västerås-Barkarö landskommun

Yttertjurbo härad:
- Björksta landskommun
- Sevalla landskommun
- Tortuna landskommun
- Ängsö landskommun

### Från 1 januari 1952
- Dingtuna landskommun
- Kungsåra landskommun
- Skultuna landskommun
- Tillberga landskommun